# Daniel Andújar
Daniel Andújar Ponce, né le 14 mai 1994 à San Vicente del Raspeig, est un athlète espagnol, spécialiste du 800 m.
Le 3 juin 2016, il porte son record personnel sur 800 m à 1 min 45 s 61 à Huelva (Estadio Iberoamericano). Lors des Championnats d'Europe en salle 2017, il termine 4e de la finale.